# Physique à ultra haute intensité
La physique à Ultra Haute Intensité (UHI) est un domaine de la physique qui vise à étudier l’interaction entre la lumière et la matière dans des conditions extrêmes où les particules acquièrent, sous l’effet de la lumière, des vitesses relativistes. Ce domaine est étudié de façon théorique depuis les années 1970. Depuis le début des années 2000, il est étudié de façon expérimentale grâce au développement des lasers femtosecondes de très haute puissance appelés lasers ultra-intenses, réalisables par la technique dite de d’amplification à dérive de fréquence (chirped pulse amplification en anglais).

## Principe
Il est aujourd’hui possible de focaliser dans une chambre à vide une impulsion laser ultracourte, de quelques femtosecondes à quelques dizaines de femtosecondes, et de très haute puissance, de plusieurs centaines de térawatts jusqu’au pétawatt, sur une très faible surface, quelques micromètres carrés. La grandeur physique de mesure du flux d’énergie par unité de temps et de surface utilisée est l’éclairement énergétique[éclairement énergétique] en watts par centimètre carré : W/cm2. Les éclairements atteints à l’heure actuelle sont de l’ordre de 1020 – 1021 W/cm2. À titre de comparaison, ceci correspond à la puissance délivrée par 100 000 réacteurs nucléaires concentrée uniquement sur une surface de 1 % de l’épaisseur d’un cheveu, mais uniquement pendant un temps très court de quelques femtosecondes.
Si on place de la matière sous forme gazeuse ou solide au niveau du point focal (ou foyer), du fait de l’immense densité d’énergie, celle-ci se transforme instantanément en plasma principalement par ionisation multiphotonique. Le champ électromagnétique du laser met alors les particules chargées en mouvement à grande vitesse. On parle d’Ultra Haute Intensité à partir du moment où l’éclairement énergétique laser dépasse la valeur de I0 = 1,37 × 1018 [W/cm2] / λ2 [µm] (celle-ci vaut environ I0 = 2 × 1018 W/cm2 pour une longueur d'onde de λ = 800 nm). Cet éclairement correspond au champ laser nécessaire pour que les électrons (particules chargées les plus légères du plasma) se déplacent à vitesse relativiste sous l’effet de la lumière.

## Motivations
La physique UHI est étudiée dans le but de mieux comprendre les couplages entre la lumière et la matière dans des conditions extrêmes. De plus elle a de nombreuses applications telles que la création de sources d’électrons relativistes par accélération laser-plasma, l’accélération d’ions énergétiques, la génération de rayonnements dans l’extrême ultraviolet, pour produire de la matière dense et chaude, afin de valider des modèles de physique atomique pour atteindre la fusion par confinement inertiel dans le scénario de l’allumage rapide, etc